# 希爾伯特第十八問題
希爾伯特第十八問題，是希爾伯特的23個問題之一，一些關於n維歐氏幾何空間的問題，主要有三個部份：
- n維歐氏幾何空間是否只允許有限多種兩兩不等價的空間群？─已由路德维希·比勃巴赫解決

- 是否存在一個能填滿整個空間的多面體，但其本身並非某個群的基本域（即不規則多面體能否填滿空間）？─已解決

- 在n維歐氏幾何空間中最佳的裝球模式（使空隙最小）？─未解決，克卜勒猜想與此相關

三維空間裝球的問題已解決，但n維裝球問題至今未解決。
在24維空間中，存在一種叫Leech晶格的格子，可使在其中的球的排列方法近似於最佳方法。
另外還有一個相關的問題：在n維歐氏幾何空間中，一個球最多可以和幾個一樣的球鄰接？這個數稱之為Kissing number，在一維至四維、八維以及24維的情況下，這個數為已知數。